# Parque da Jaqueira
O Parque da Jaqueira é uma área de lazer da cidade do Recife, localizado no bairro homônimo. O parque se localiza entre a rua do Futuro e a Avenida Rui Barbosa. É considerado o maior da cidade, porém, com a construção do Parque da Macaxeira, passará a ocupar o segundo posto.
O terreno que hoje abriga o parque foi cedido à prefeitura do Recife através da lei federal nº 10.175, doado pelo Instituto Federal de Seguridade Social, o INSS. 
O parque é divido em duas etapas: o sítio histórico (onde se localiza uma capela) e uma área reservada à prática de esportes e atividades culturais. A capela, lá presente, foi tombada na década de 1970. 
Sua inauguração se deu em 1985, quando lá foram plantados espécies de árvores ornamentais e frutíferas, entre elas a jaqueira, mangueiras, pitangueiras, etc. Atualmente há empresas interessadas em adotar o parque, já que a prefeitura da cidade criou, em 1993, o programa "Adote uma Praça".
Entre sua estrutura, destaca-se: uma pista de cooper (1.000 m); bicicross (400 m); ciclovia (1.100 m) e patinação, com 600 metros. O espaço conta com a Sociedade Protetora dos Amigos da Jaqueira (Sodepaja), a qual formulou o regulamento para a utilização do parque.